# Raszków (województwo świętokrzyskie)
Raszków – wieś w Polsce położona w województwie świętokrzyskim, w powiecie jędrzejowskim, w gminie Słupia.
| SIMC    | Nazwa         | Rodzaj     |
| ------- | ------------- | ---------- |
| 0268978 | Bolesławów    | część wsi  |
| 0268984 | Dwór          | przysiółek |
| 0268990 | Folwark       | część wsi  |
| 0269021 | Słupska Droga | część wsi  |
| 0269038 | Stara Wieś    | część wsi  |

W 1595 roku wieś położona w powiecie lelowskim województwa krakowskiego była własnością Macieja Szczepanowskiego. W latach 1975–1998 miejscowość administracyjnie należała do województwa kieleckiego.

## Ludzie urodzeni w miejscowości
- Marian Kubicki (1908 – 1972) – polityk ruchu ludowego, poseł na Sejm PRL (1947–1972), członek prezydium klubu poselskiego ZSL.

## Zabytki
Zespół pałacowy wpisany do rejestru zabytków nieruchomych (nr rej.: A.143/1-3 z 5.12.1957 i z 20.05.1970):
- pałac z końca XVIII w., przebudowany w 1850 r.,
- zabudowania gospodarcze z połowy XIX w.,
- park z przełomu XIX/XX w.